# Уніря (Вранча)
Уніря (рум. Unirea) — село у повіті Вранча в Румунії. Адміністративно підпорядковане місту Одобешть.
Село розташоване на відстані 165 км на північний схід від Бухареста, 7 км на північний захід від Фокшан, 79 км на північний захід від Галаца, 116 км на схід від Брашова.

## Населення
За даними перепису населення 2002 року у селі проживали 1497 осіб, усі — румуни. Усі жителі села рідною мовою назвали румунську.